# فريد عنبتاوي
فريد عنبتاوي (1865-1960) هو سياسي فلسطيني ولد في قرية عنبتا قضاء مدينة نابلس وتلقى تعليمه الأولي في مدارسها وانخرط في صفوف الحركة الوطنية الفلسطينية، حيث نشط في مقاومة الاستعمار البريطاني في فلسطين وكذلك التصدي للمشروع الصهيوني، فشارك بالحضور في المؤتمر العربي الفلسطيني لأربع دورات متتالية ، أسهم في تأسيس الحزب العربي الفلسطيني في عام 1936، وشغل عضوية لجنته التنفيذية ، شارك في الثورة الفلسطينية الكبرى (1936-1939) ، وكان عضوًا في مجلس الأعيان الأردني للدورة السادسة في أكتوبر 1959 ولغاية وفاته في ديسمبر 1960.